# Brabantsche Olijfberg

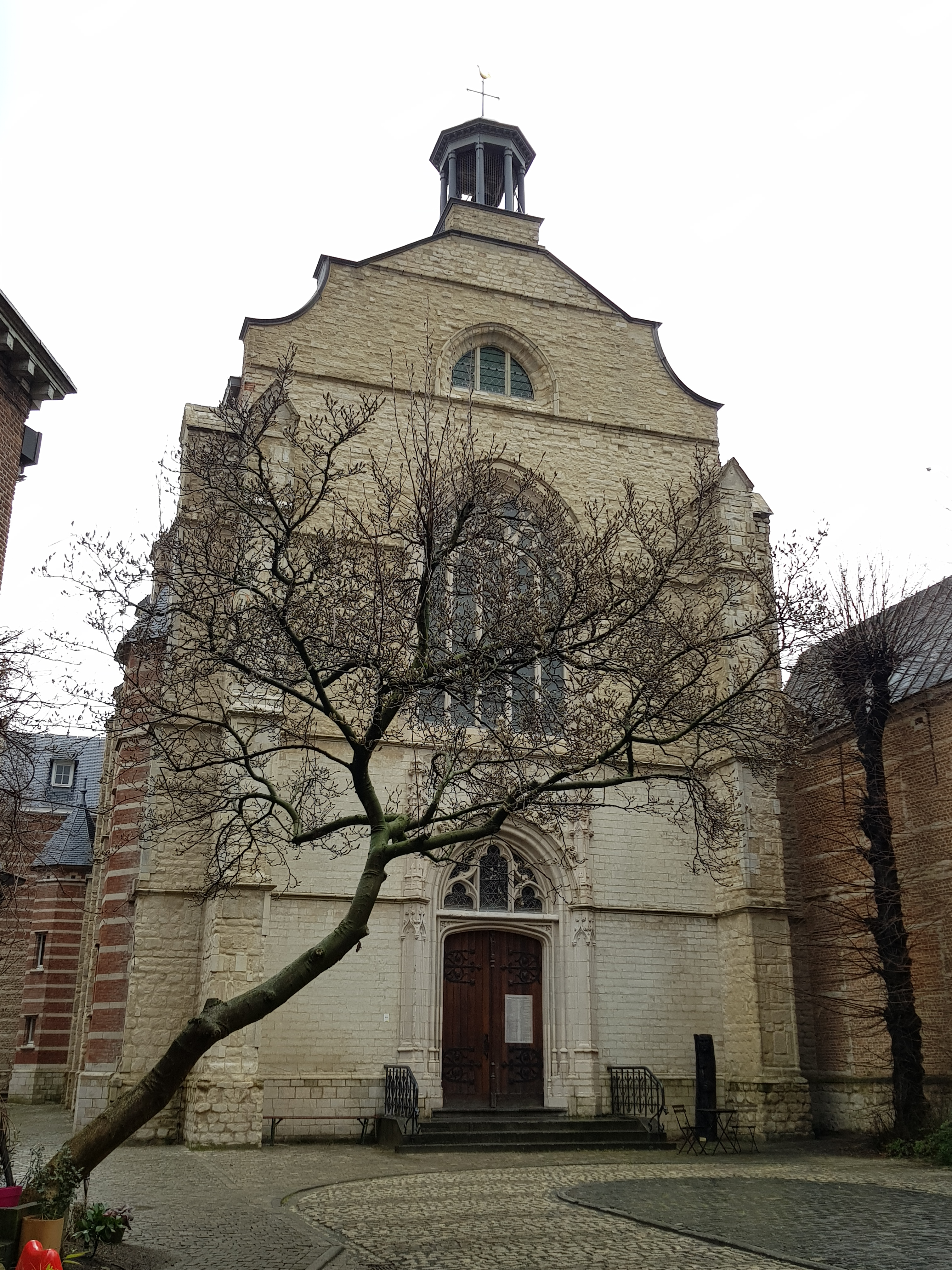
Kerk aan de Lange Winkelstraat te Antwerpen.

De Brabantsche Olijfberg is de naam van de protestantse gemeenschap van Antwerpen. Ze dateert uit de tijd dat deze gemeenschap in het geheim samenkwam ten tijde van de Oostenrijkse Nederlanden. Het kerkgebouw dat sinds 1821 in gebruik is van de protestantse gemeente Antwerpen-Noord van de Verenigde Protestantse Kerk in België wordt ook met deze naam aangeduid. Het laatgotische kerkgebouw, waarvan de eerste steen werd gelegd in 1615 is gelegen aan de Lange Winkelstraat en is als monument erkend. Het is het enige dat nog rest van het rooms-katholiek klooster van de zusters Annunciaten in Antwerpen.

## Geschiedenis
Na de Val van Antwerpen in 1585 werd Antwerpen geherkatholiseerd. De invloed die de Reformatie had gehad, moest onder de Contrareformatie teniet gedaan worden. Er kwam een bisschop, en er werden talrijke nieuwe kloosters en kerken gesticht, waaronder het klooster van de annunciaten. Op 26 augustus 1615 werd de eerste steen van de kloosterkerk gelegd door Isabella van Spanje en haar echtgenoot Albrecht van Oostenrijk, op dat moment de wereldlijke heersers van de Zuidelijke Nederlanden. Toch bleven er protestantse enclaves bestaan. In Antwerpen vormden de protestanten een gemeenschap onder de schuilnaam van de "Brabantse olijfberg". Ze kwamen in het geheim bijeen bij privépersonen aan huis. De naam duikt voor het eerst op ter aanduiding van deze gemeenschap in het midden van de 17de eeuw. Het prominentste lid van deze gemeente was ongetwijfeld de schilder Jacob Jordaens, die zijn huis vanaf 1674 tot zijn dood in 1678 geregeld ter beschikking stelde voor de viering van het Heilig Avondmaal.
Met de Vrede van Utrecht (1713) kwam een einde aan de Spaanse Successieoorlog. Een van de bepalingen uit het vredesverdrag was dat de Habsburger Karel VI de Zuidelijke Nederlanden kreeg, wat het begin betekende van de Oostenrijkse Nederlanden. In 1781 voerde keizer Jozef II een aantal grote hervormingen door. Zo bepaalde hij onder meer dat kloosterorden die geen sociaal doel hadden, verboden werden. Omdat de zusters annunciaten een bid- en bedelorde vormden zonder duidelijk sociaal doel, kwam er een einde aan het rooms-katholieke gebruik van het klooster en de kerk.
De sacristie en later ook de kerk werden gebruikt als stal voor de paarden van Oostenrijks-Nederlandse, en vervolgens Franse officieren. De revolutionaire Franse legers veroverden de Oostenrijkse Nederlanden in 1794, tijdens de Eerste Coalitieoorlog. De Fransen besloten het klooster en de kerk openbaar te verkopen maar slaagden er niet in een koper te vinden voor de kerk zelf en enkele bijgebouwen. Die werden daarom in gebruik genomen als militaire gebouwen. In de kerk was een militaire bakkerij gevestigd. Toen daar brand ontstond stortte de toren en het dak van de kerk in.
Nadat Napoleon Bonaparte in 1815 was verslagen, werd Willem I koning der Nederlanden. Hij wees onder invloed van burgemeester Florent van Ertborn de kloosterkerk der Annunciaten toe aan de protestanten die onder zijn bewind hun geloof wel ongehinderd mochten uitoefenen, als deel van de Nederlandse Hervormde Kerk. Op 1 juli 1821 werd de voormalige kloosterkerk als protestantse kerk ingewijd door predikant C.P. Winckel. De binneninrichting van de kerk werd hiervoor aangepast aan de wensen van de protestantse eredienst. Kolonel W.B.E. Paravicini di Capelli, die verantwoordelijk was voor de magazijnen van het leger, waartoe ook de resten van het klooster behoorden, stond in voor de verbouwing en herstelwerken. De toren werd niet hersteld, maar de kerk kreeg wel een klokkenhuis waar in 1822 de luidklok van de citadelkerk van het voormalige Zuidkasteel in werd opgehangen. De naam van de klokkenmaker en het jaartal staan in een inscriptie op de klok: 'Gregorius Herndoerfer Hallensis Saxioniae me fecit a(nn)o MDMCXVI': Gregorius van Halle in 1616.
Gedurende de 19e eeuw onderging het gebouw enkele kleinere restauraties. Een grote restauratie, quasi 'make-over' vond plaats tussen 1904-1909, geïnitieerd en bekostigd door de Duitstalige Lutherse gemeenschap, die het kerkgebouw zijn huidige aanzicht gaf. Het interieur werd geheel opnieuw ingericht in neogotische stijl: het koor werd in ere hersteld, er kwamen glas-in-loodramen en er werd een Walcker-orgel geplaatst. De buitenlijnen van het gebouw bleven ongewijzigd. Enkel de voorgevel werd verfraaid. Een restauratiedossier werd eind twintigste eeuw ingediend, waarvan de eerste fase (buitenschil) in drie etappes is uitgevoerd tussen 2014 en 2020: Eerst de voorgevel, dan de zijmuren en het dak, en ten slotte het koor, inclusief de glas-in-lood ramen. De volgende etappe is de restauratie van het interieur (inclusief het orgel) ten einde dit neogotisch  Gesamtkunstwerk weer in zijn oude glorie te herstellen.

## Architecturale kenmerken

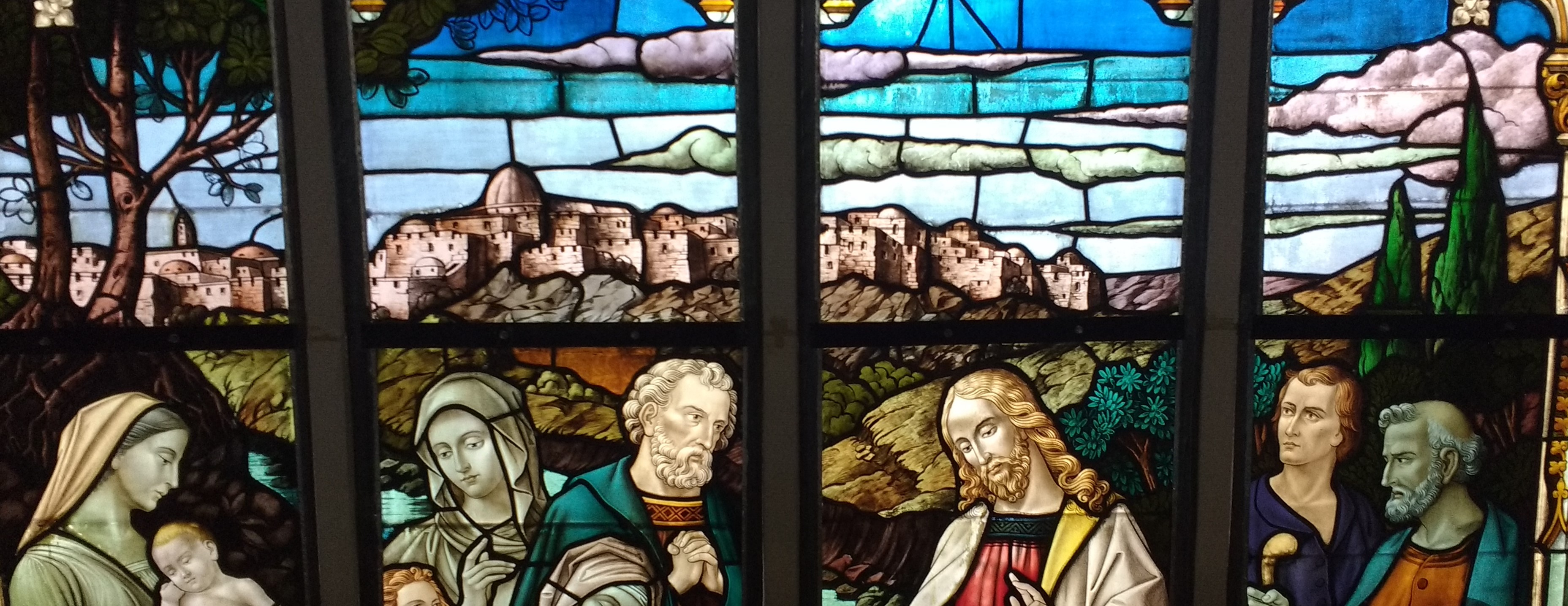
detail van het glas-in-loodraam boven het doopvont

Bezienswaardig zijn de glas-in-loodramen in het koor uit 1907, vervaardigd door de in Antwerpen gevestigde 'Glasmalerei' Ph. Hochreiter & F. Geier. Zonder meer uniek is het grote herinneringsvenster op het oksaal (in de voorgevel) dat expliciet verwijst naar de  restauratie door de Duitse gemeenschap uit het begin van 20ste eeuw. In dit venster zijn de symbolen en wapenspreuken van  België, Nederland en Duitsland in één ring samengebracht. In 2015 werd dit venster geheel gerestaureerd. Ook de luidklok van het voormalige Zuidkasteel is meegenomen in deze restauratiefase en sindsdien weer in functie. In veel oudere literatuur wordt als architect van de kerk vaak Wenceslas Cobergher genoemd, maar hiervan werd in de archieven geen enkel spoor gevonden. De laatgotische stijl spreekt ook tegen deze toewijzing. 